# Slovac
Slovac (em cirílico: Словац) é uma vila da Sérvia localizada no município de Lajkovac, pertencente ao distrito de Kolubara. A sua população era de 270 habitantes segundo o censo de 2011.

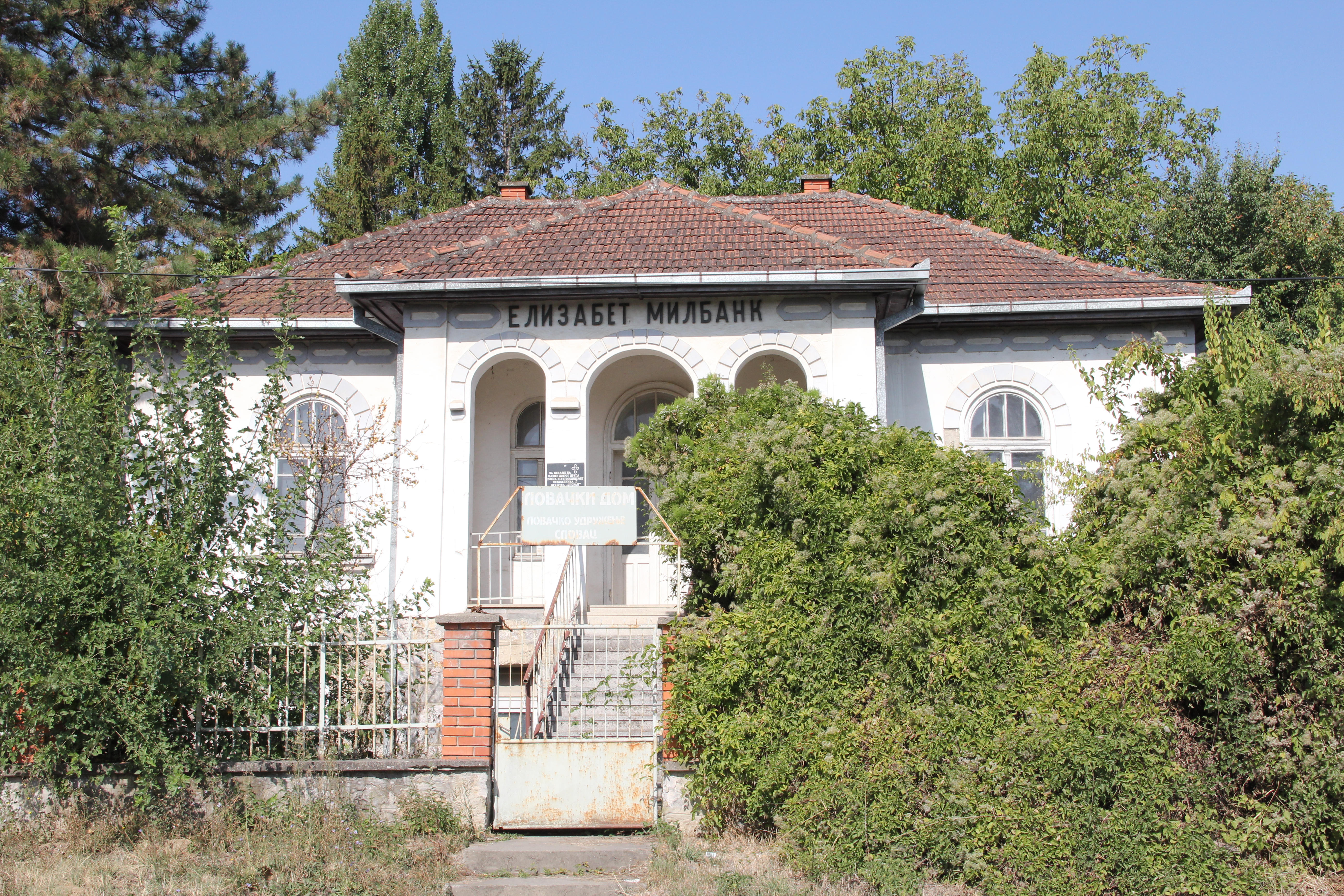
Slovac - house Elizabet Mulbank
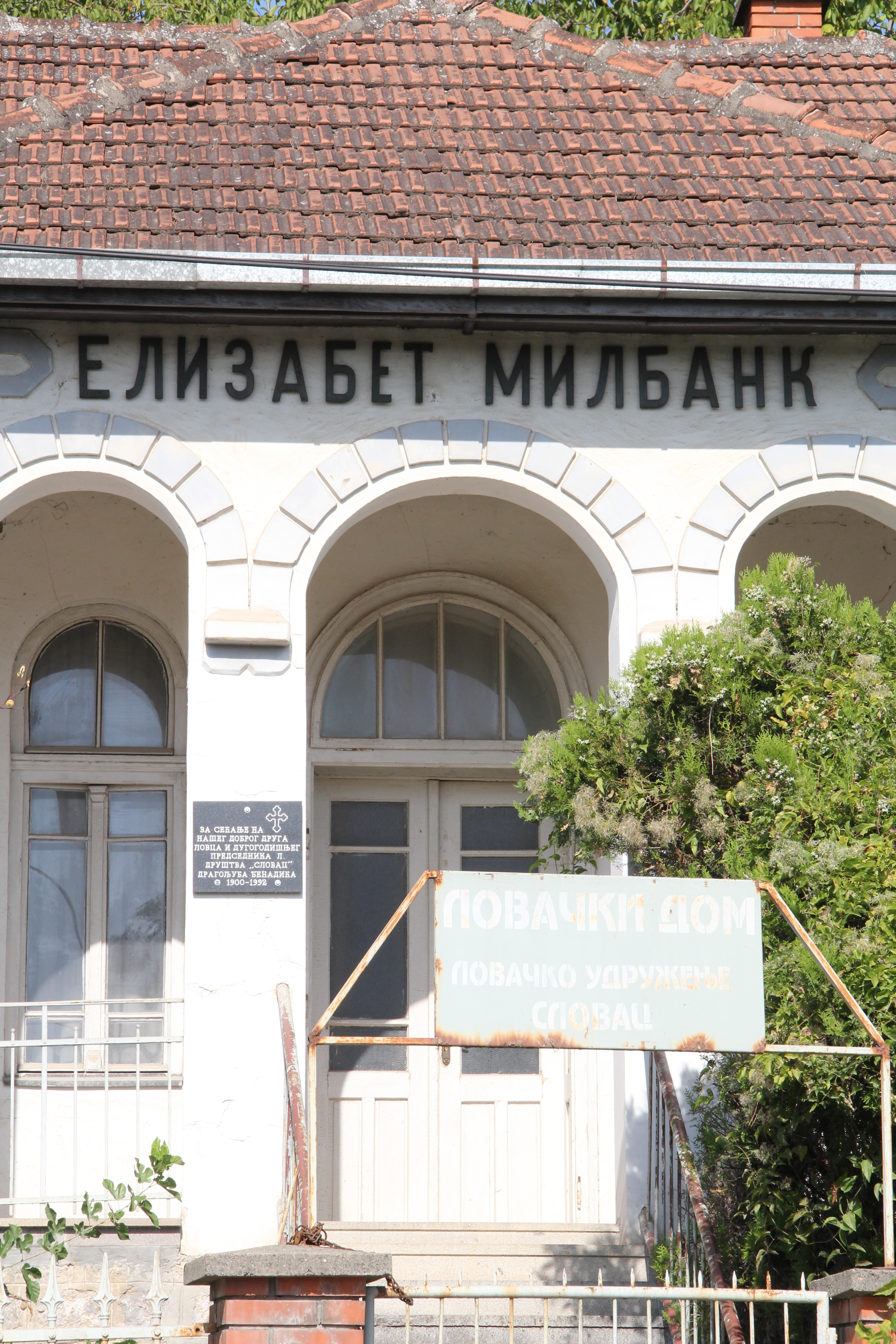
Slovac - house Elizabet Mulbank
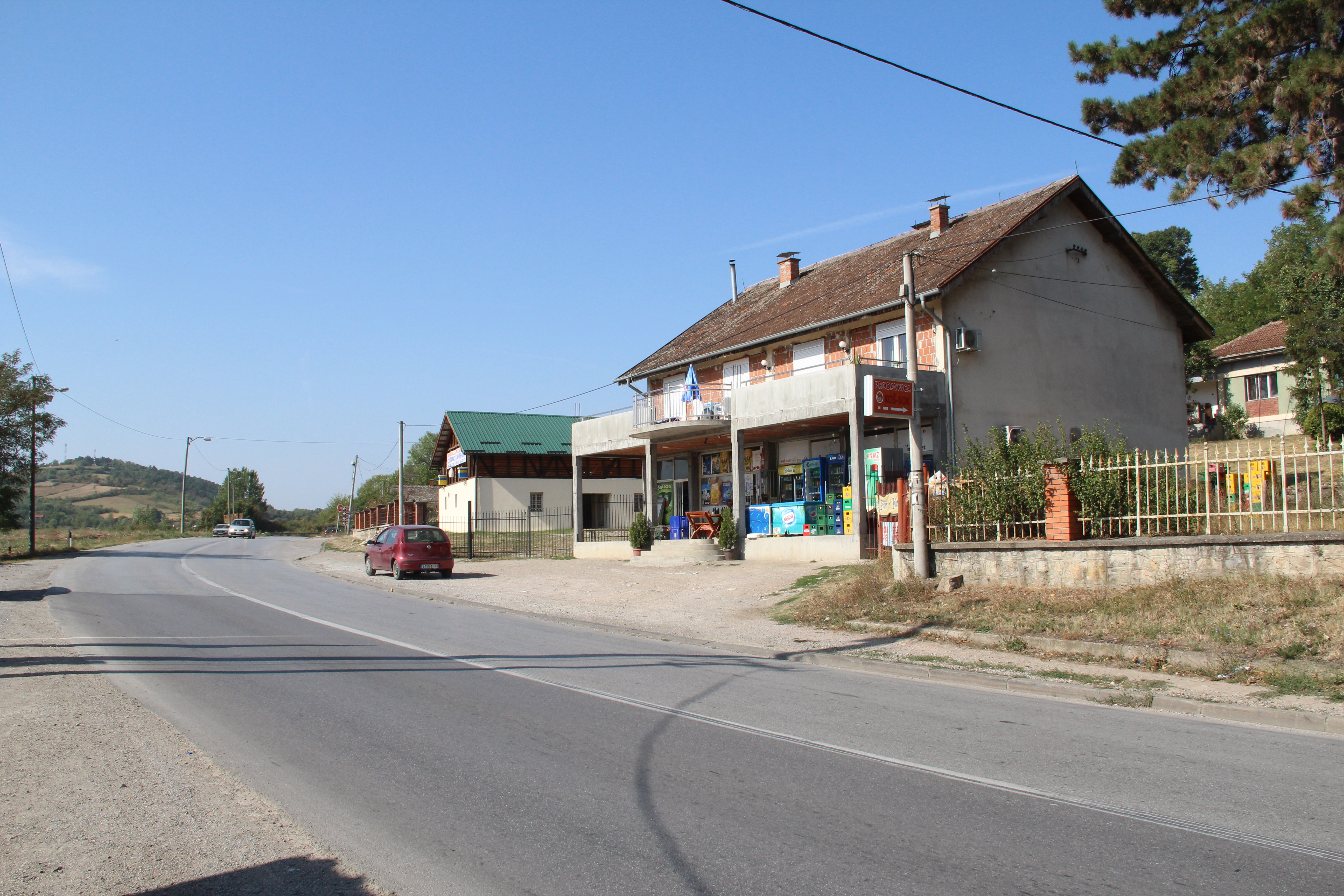
Slovac - Panorama
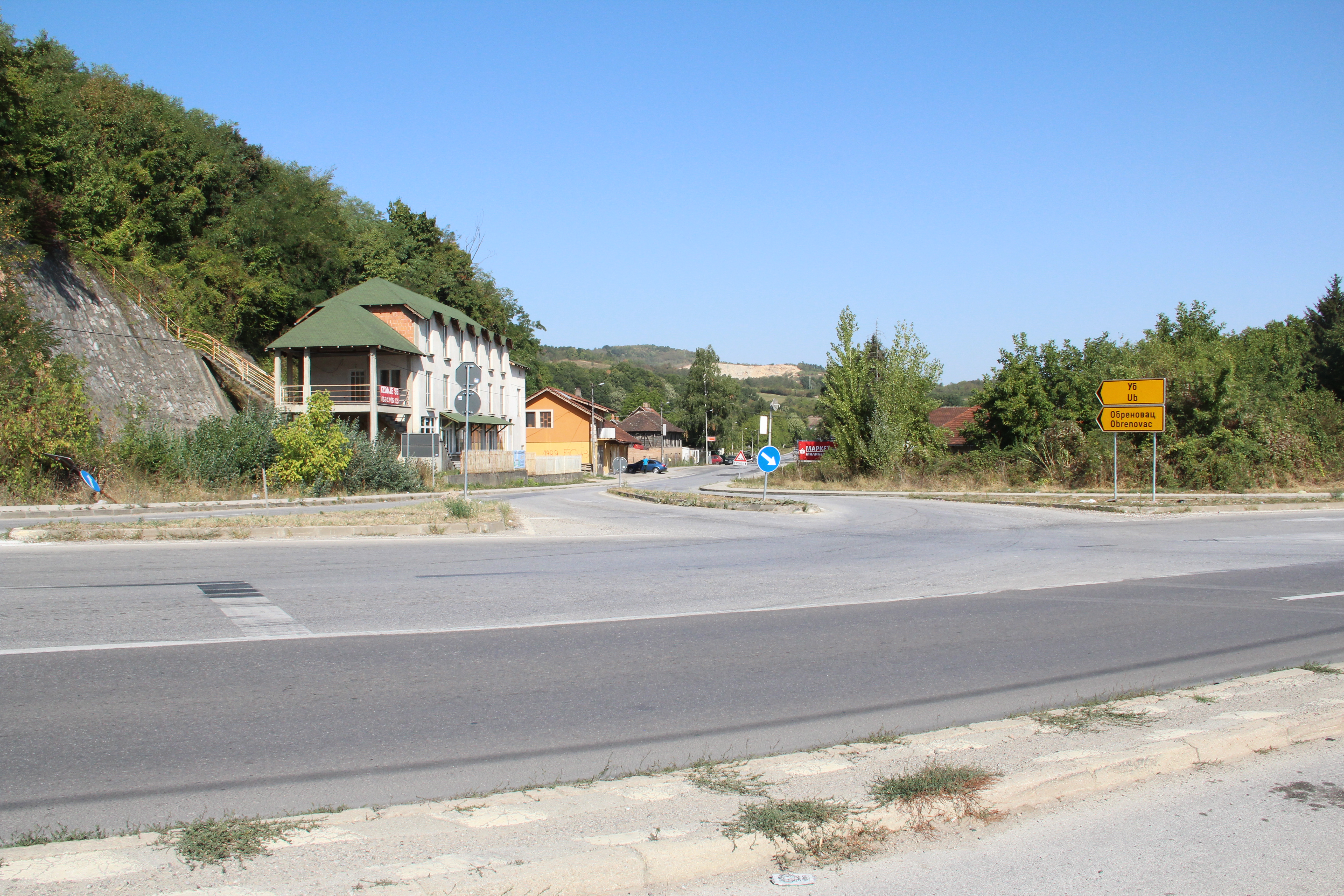
Slovac - encruzilhada
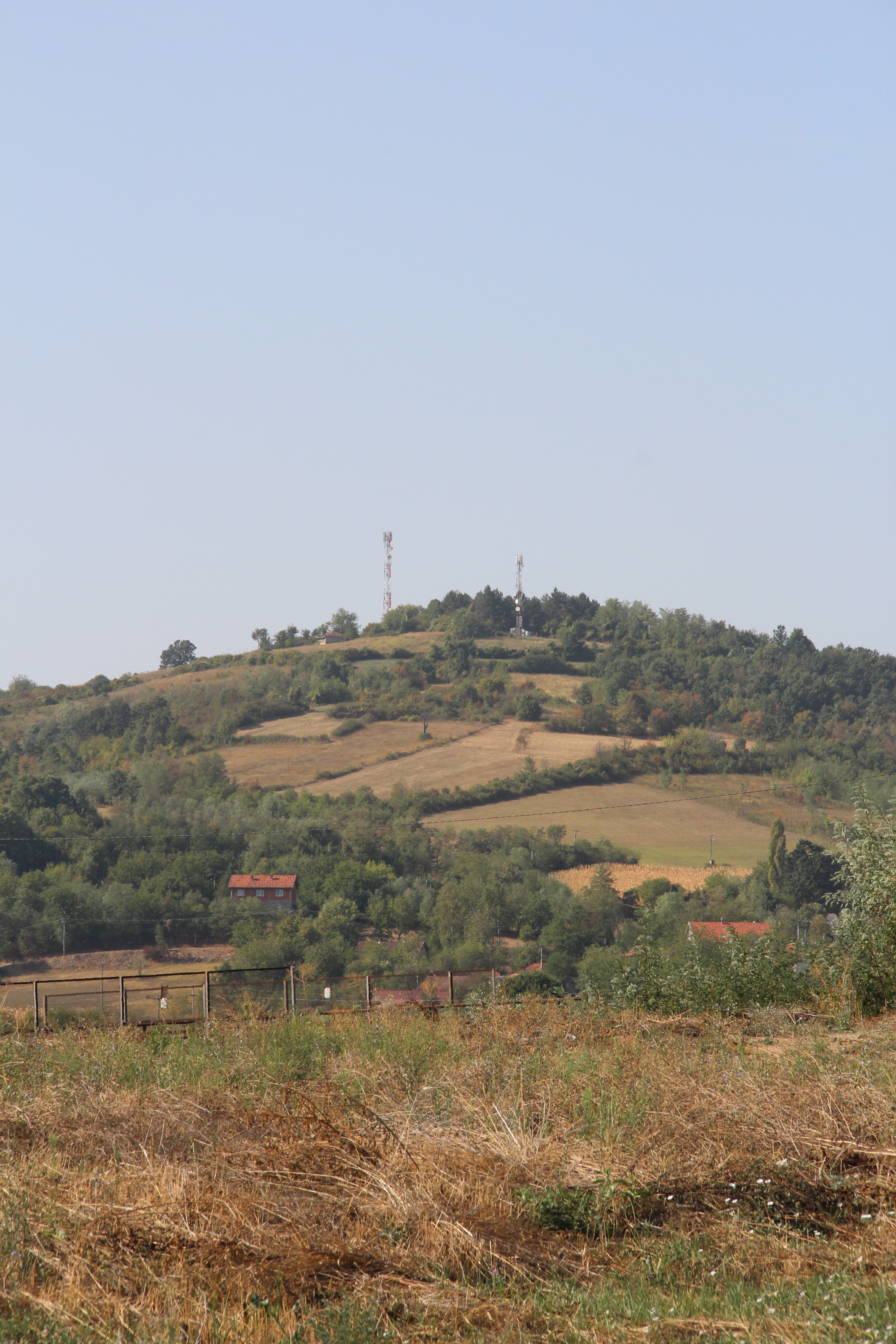
Slovac - Panorama
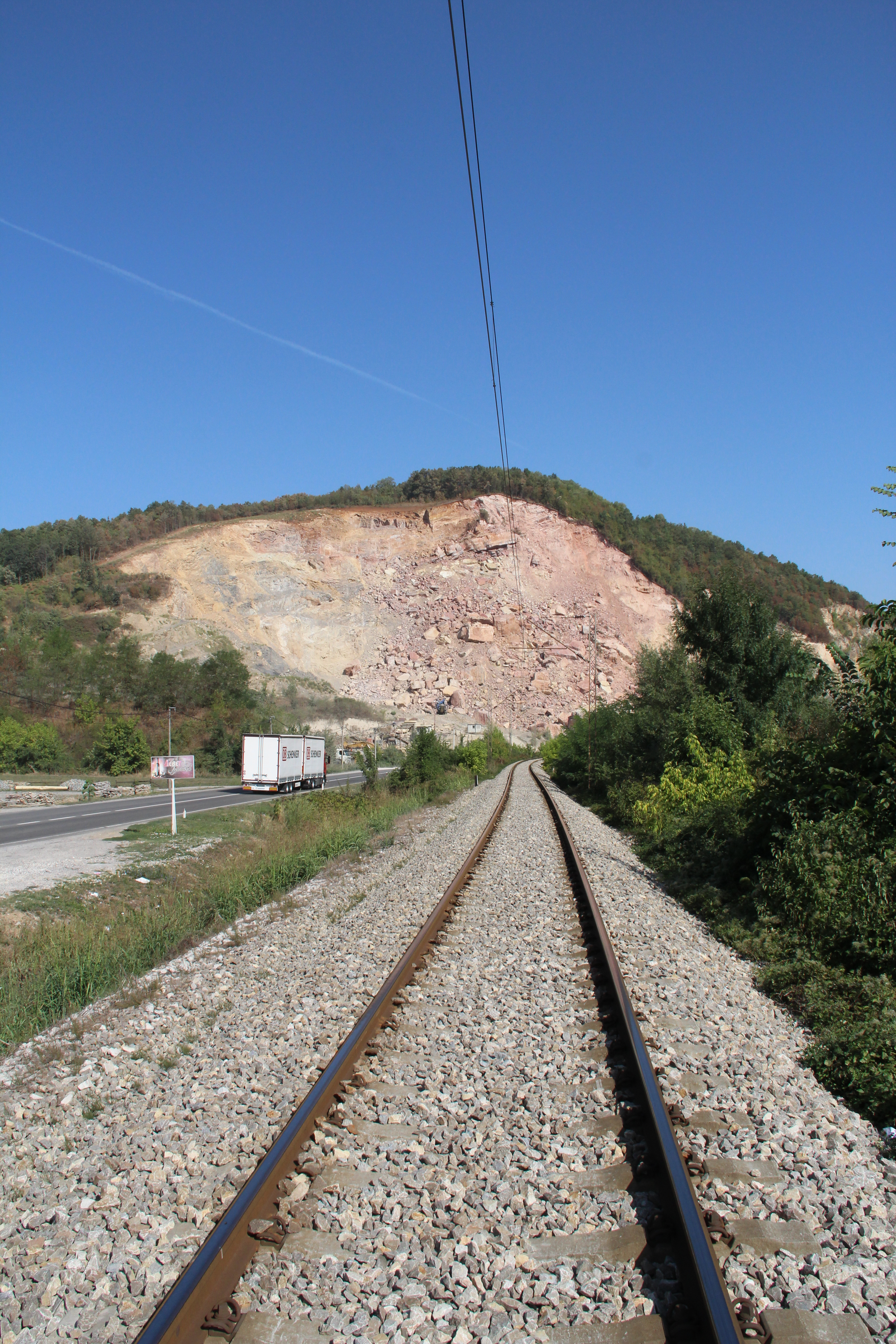
Slovac - pedreira - listras Belgrade - Bar
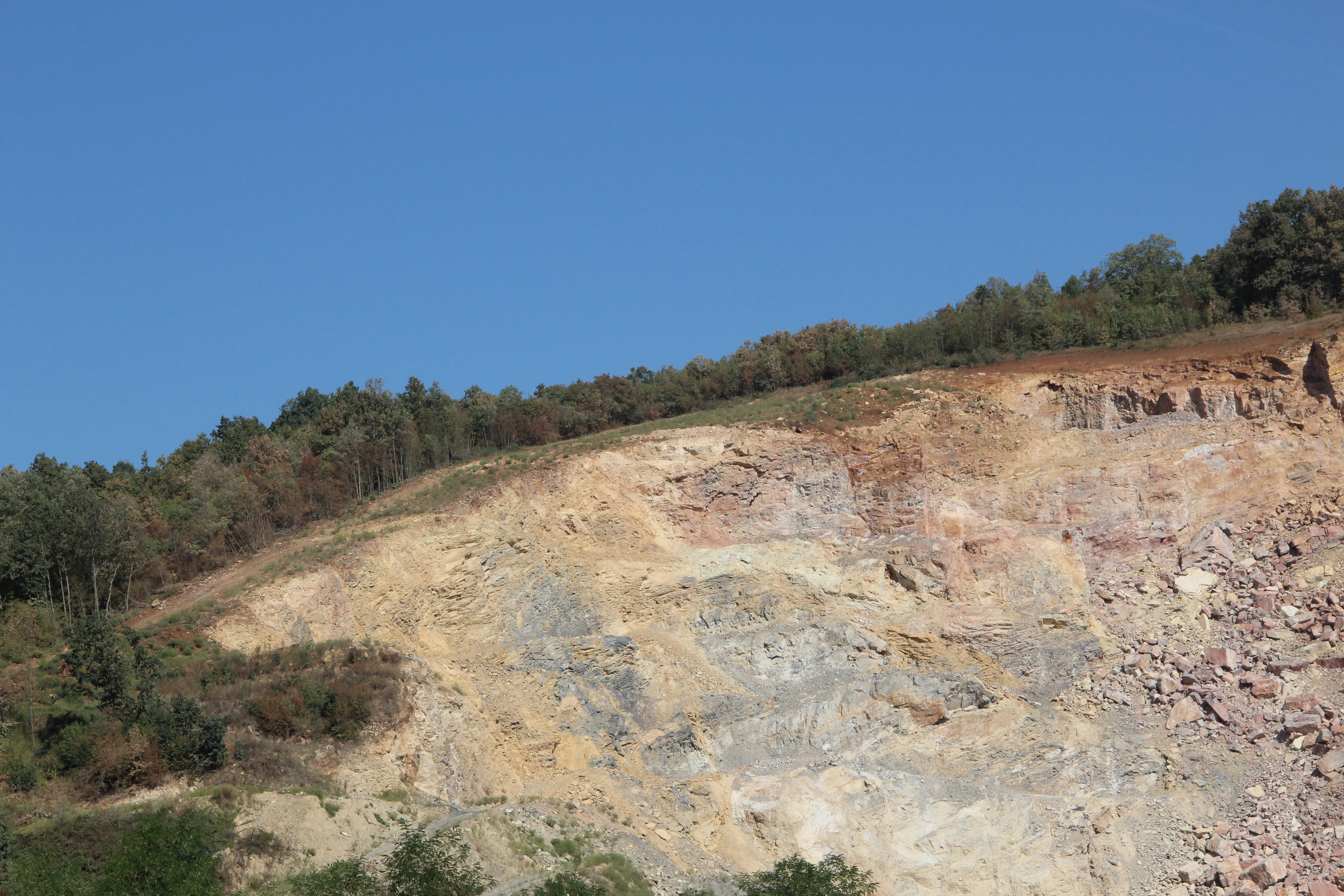
Slovac - sítio arqueológico Jerinin grad

## Demografia
| 1948 | 1953 | 1961 | 1971 | 1981 | 1991 | 2002 | 2011 |
| ---- | ---- | ---- | ---- | ---- | ---- | ---- | ---- |
| 449  | 449  | 460  | 391  | 378  | 314  | 307  | 270  |